# Straßen und Plätze in Ludwigshafen am Rhein/R

## Rheinfeldstrasse
67063 Ludwigshafen-Friesenheim

## Rotkreuzweg
67059 Valentin-Bauer-Siedlung

## Rollesstrasse
67063 Ludwigshafen-Hemshof

## Rabensteinstraße
67071 Ludwigshafen-Oggersheim

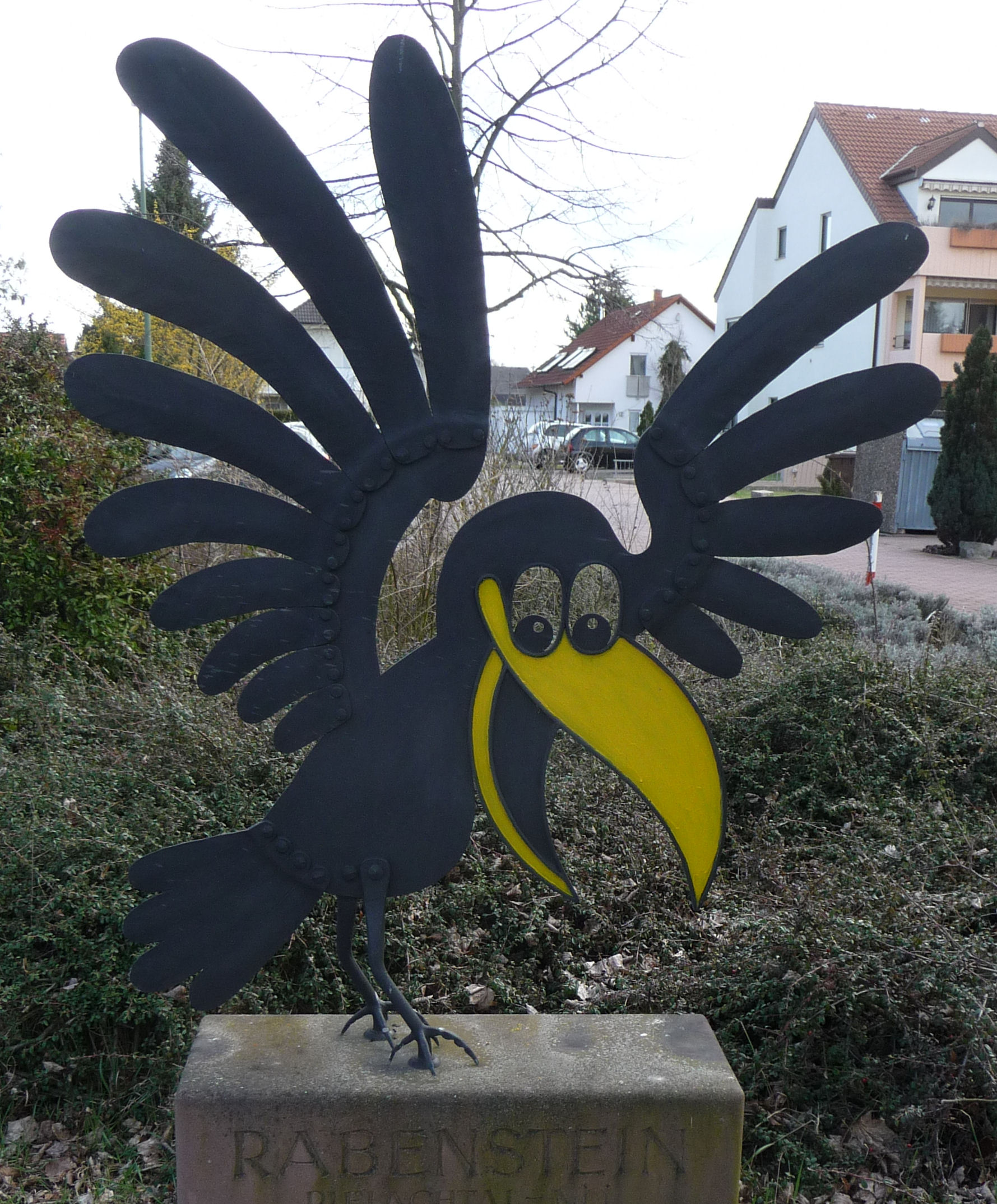
Rabensteindenkmal in Oggersheim

Rabenstein an der Pielach ist eine österreichische Partnergemeinde Oggersheims.
Die Rabensteinstraße zweigt im Süden Oggersheims von der Speyerer Straße ab und führt In den Neugraben.

## Radestraße
67067 Ludwigshafen
Die Kornrade (Agrostemma githago) gehört zur Familie der Nelkengewächse (Caryophyllaceae).
Die Radestraße ist eine Straße im Nordwesten des Stadtteils Maudach. Der Straßenname steht im Kontext mit anderen Pflanzennamen in der Umgebung, wie Kleestraße und Malvestraße.

## Raiffeisenstraße
67071 Ludwigshafen-Oggersheim

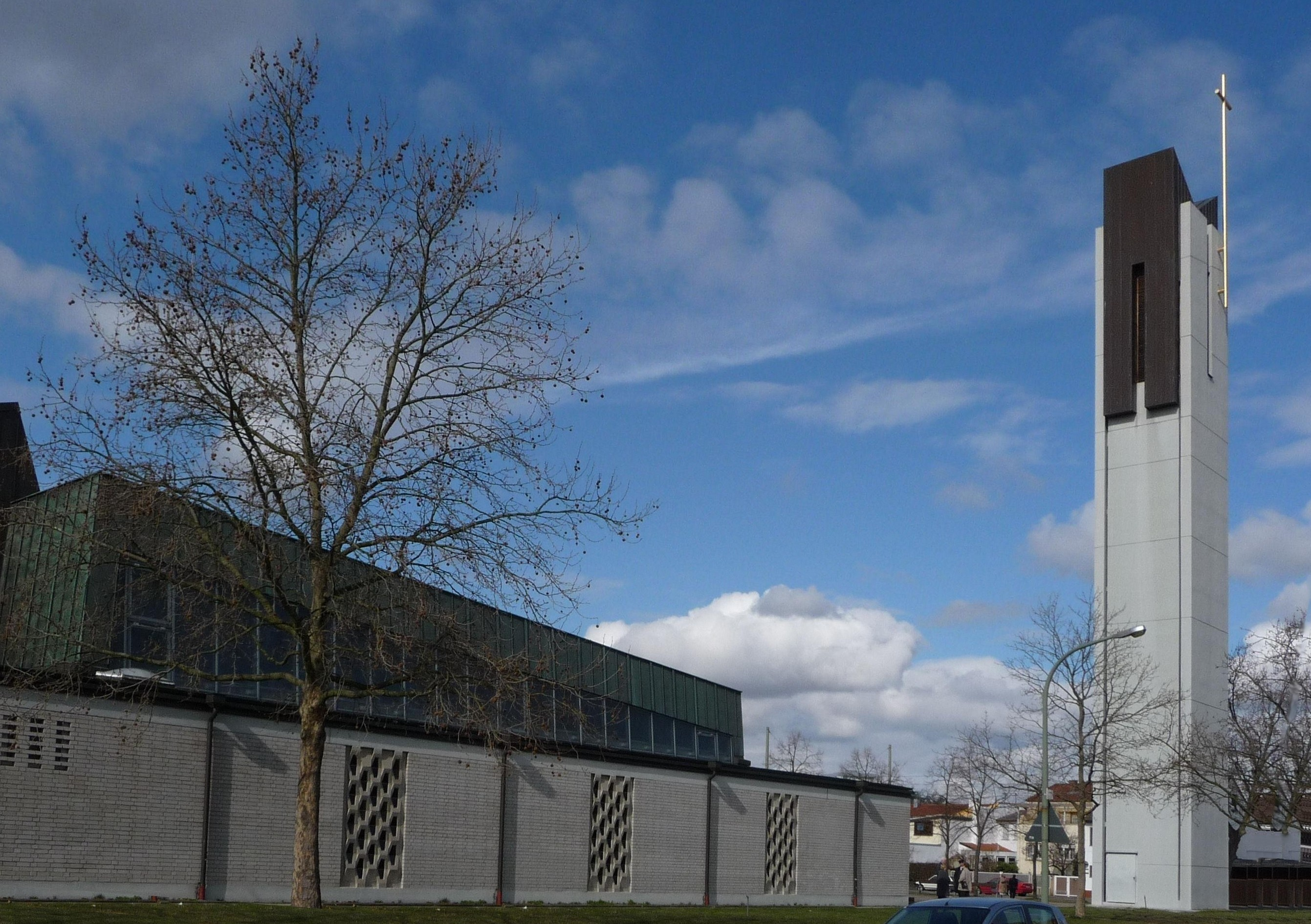
Christ König

Friedrich Wilhelm Raiffeisen war Mitgründer der genossenschaftlichen Bewegung in Deutschland.
Die Raiffeisenstraße beginnt am Speyerer Tor im Osten und endet an der Bertolt-Brecht-Straße im Westen.
An dieser Straße steht die katholische Pfarrkirche Christ König, eine Kirche aus Beton, im Stil der 1960er Jahre.

## Rampenweg
67065 Ludwigshafen-Rheingönheim
Eine Rampe ist eine geneigte Auffahrt oder einen Aufgang zum Überwinden eines Höhenunterschieds.
Der Rampenweg ist eine Straße im Industriegebiet von Rheingönheim.

## Raschigstraße
67065 Ludwigshafen-Gartenstadt

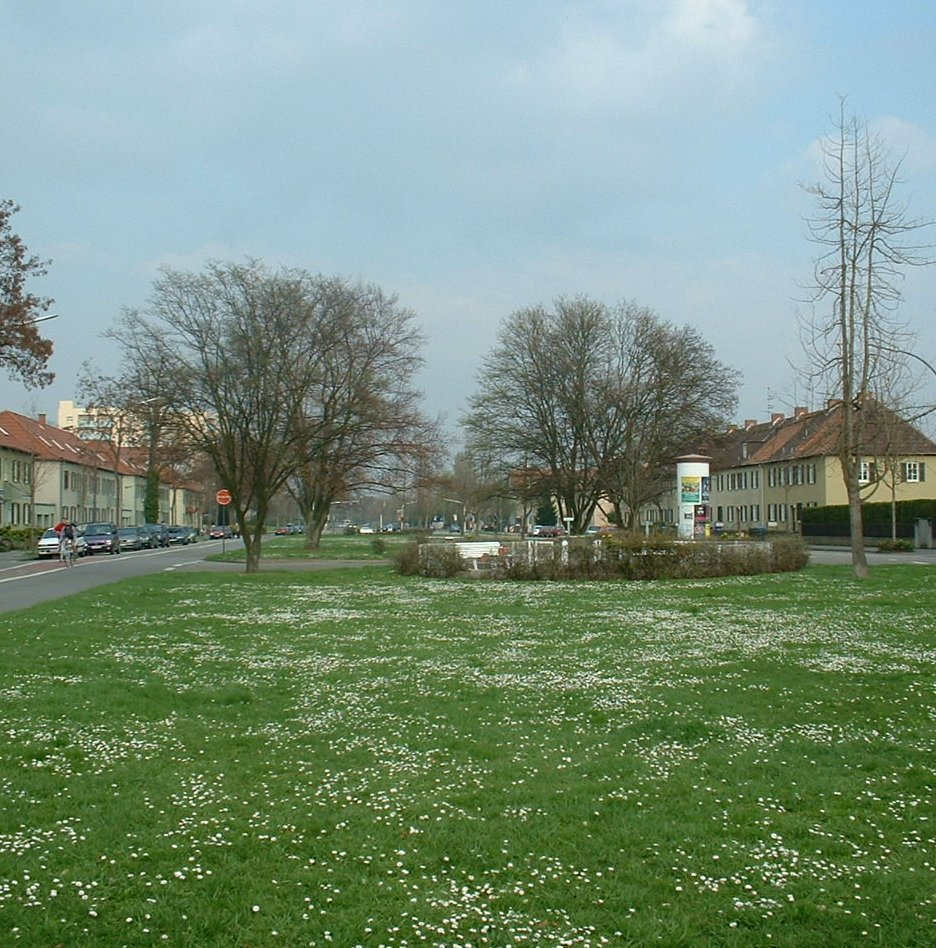
Raschigstraße

Fritz Raschig war ein Industrieller, Chemiker und Politiker. Nachdem er seit 1887 jahrelang bei der „Badischen Anilin- und Sodafabrik“ (BASF) tätig war, zuletzt als Betriebsleiter für die Synthesebereiche von Benzoesäure, Karbolsäure (Phenol) und Pikrinsäure, gründete er 1891 die nach ihm benannte Chemische Fabrik Raschig GmbH, die heute noch in Ludwigshafen-Mundenheim ansässig ist.
Raschig schenkte der Stadt Ludwigshafen im Jahr 1916 ein Gelände von 200.000 m² für Kriegsheimkehrer, was zur Gründung der Ludwigshafener Gartenstadt führte. Dort ist heute nach ihm eine Hauptstraße als Raschigstraße benannt.
Die Raschigstraße führt von der Großen Blies an der Bruchwiesenstraße im Osten bis zur Kallstadter Straße im Westen, direkt am Maudacher Bruch.

## Rathaus-Center
67059 Ludwigshafen-Mitte

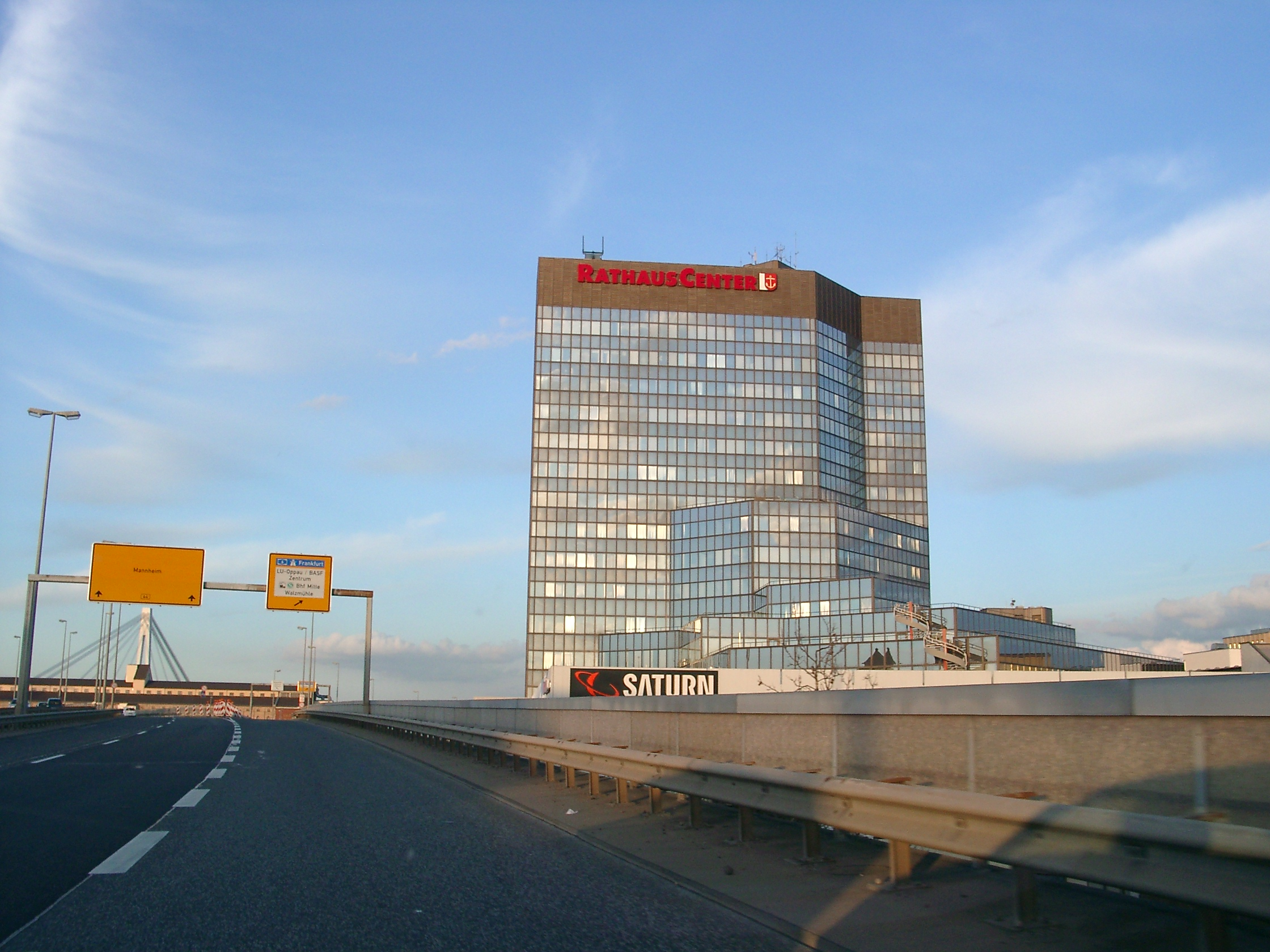
Rathaus-Center

Das Rathaus-Center ist ein 1979 eröffnetes Hochhaus, in dem das Rathaus und ein Einkaufszentrum untergebracht sind. Es befindet sich am nördlichen Ende der Fußgängerzone an der Stelle des ehemaligen Hauptbahnhofs, der im Zuge des Projekts Visitenkarte abgerissen und durch den neuen Ludwigshafener Hauptbahnhof ersetzt wurde.

## Rathausplatz
67059 Ludwigshafen-Mitte

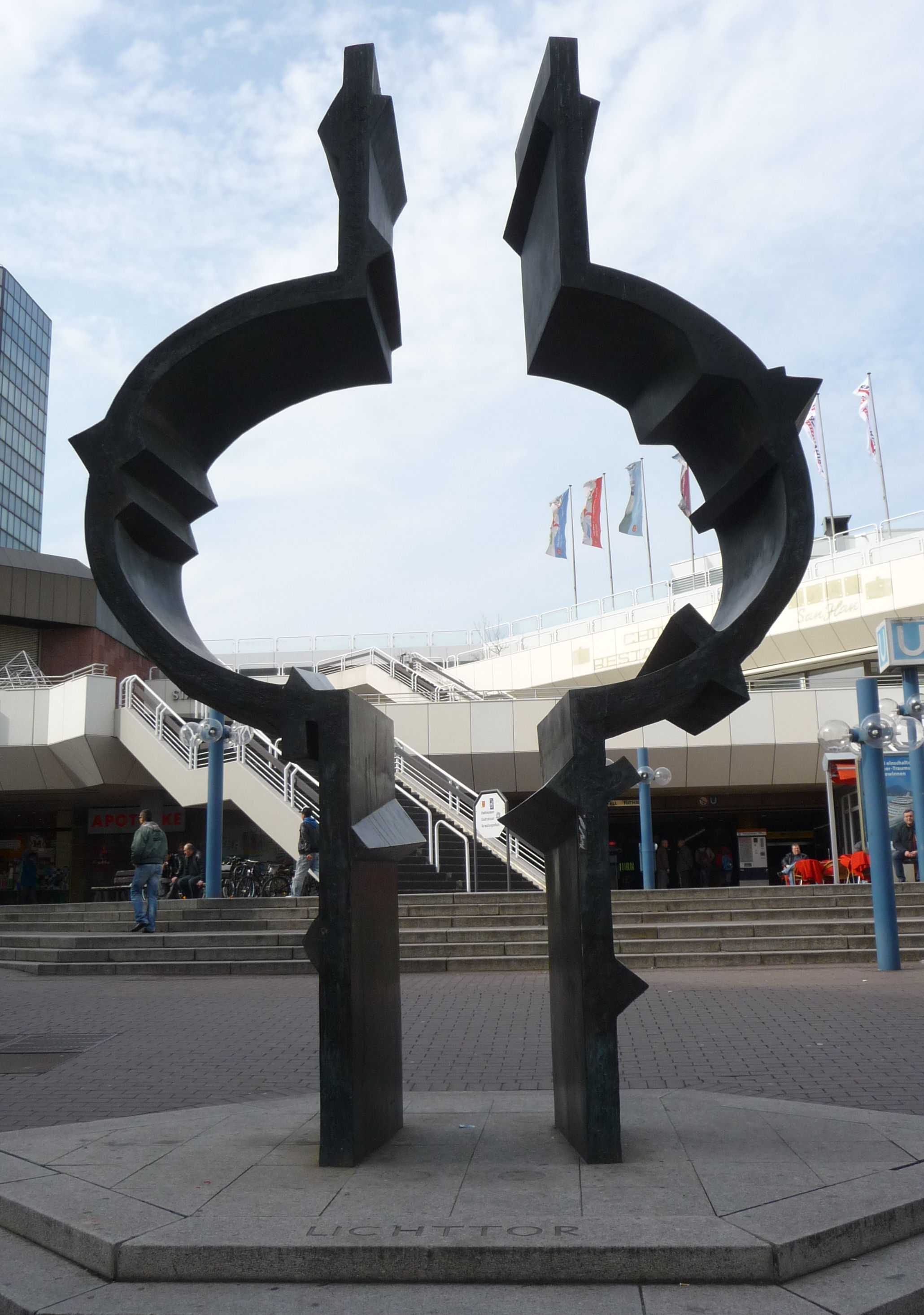
Lichttor

Zentrales Element auf dem Rathausplatz ist das Lichttor, eine 5 Meter hohe Bronzeplastik in Form eines Schlüssellochs.
Der Rathausplatz wurde gemeinsam mit dem Rathaus und der Fußgängerzone in den 1970er Jahren eingeweiht. Vorher verlief hier die Jägerstraße bis zum Ludwigsplatz.

## Rehbachweg
67067 Ludwigshafen
Der Rehbach  ist ein 29 km langes Fließgewässer, das keine eigene Quelle besitzt. Er trennt sich in Neustadt an der Weinstraße vom Speyerbach ab. Er berührt Haßloch, Böhl-Iggelheim, Schifferstadt, Limburgerhof und Neuhofen, ehe er zwischen Altrip und Ludwigshafen in den Rhein mündet.
Etwa in Höhe der Rehbachmündung verlief die Grenze zwischen den beiden Bistümern Worms und Speyer, sodass Mundenheim, Friesenheim und Oggersheim zum Wormsgau zählten, Maudach jedoch im Speyergau lag.

## Rembrandtstraße
67061 Ludwigshafen-Süd
Rembrandt van Rijn (bekannt unter seinem Vornamen Rembrandt) gilt als einer der bedeutendsten und bekanntesten niederländischen Künstler des Barock.
Die Rembrandtstraße ist eine Querstraße zur Mundenheimerstraße im Malerviertel im Stadtteil Süd.

## René-Bohn-Straße
67063 Ludwigshafen
Der Chemiker René Bohn entwickelte die ersten Indanthrenfarbstoffe.

## Reusenstraße
67069 Ludwigshafen-Oppau
Eine Reuse ist eine Vorrichtung, die für den Fischfang genutzt wird.
Der Name dieser Straße erinnert an die Fischerzunft, die in der Vergangenheit für Oppau von großer Bedeutung war.

## Rheinallee
67061 Ludwigshafen-Süd

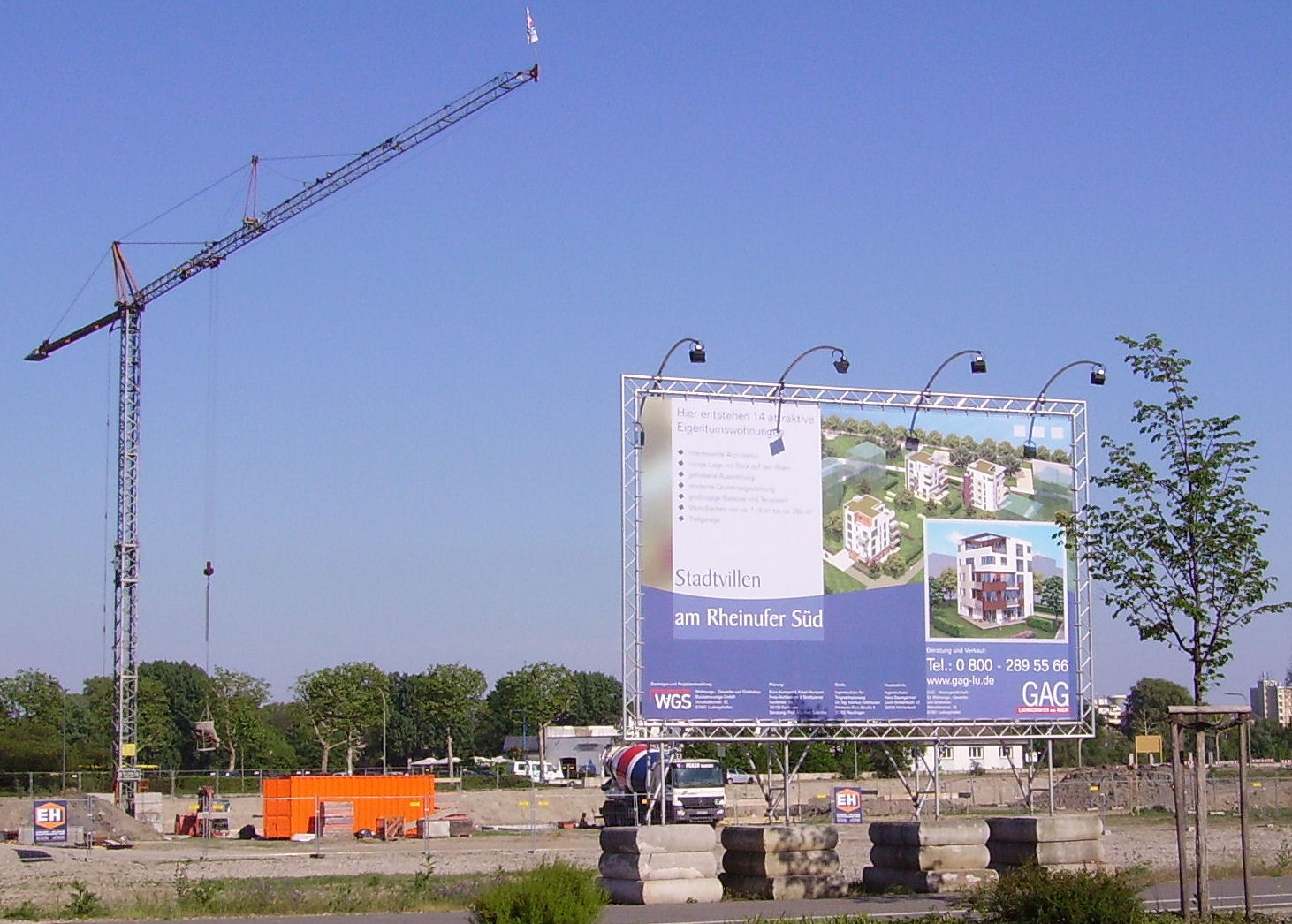
Bautafel am Rheinufer Süd, 2007

Die Rheinallee führt durch die Entwicklungszone Rheinufer Süd und geht in die Lagerhausstraße über. Sie führt zum Teil über ehemaliges Gelände der Halberger Hütte, einem Gießereibetrieb, der weiterhin noch dort ansässig ist.
Mit dem neuen Wohnquartier Rheinufer Süd soll die Innenstadt wieder direkt an den Rhein gerückt werden. Eines der ersten fertiggestellten Projekte war im Jahr 2009 ein Seniorenstift mit 115 bis 120 Plätzen.

## Rheingönheimer Straße
67065 Ludwigshafen-Mundenheim
Rheingönheim ist der südlichste Stadtteil und zugleich einer der zehn Ortsbezirke der kreisfreien Stadt Ludwigshafen.
Die Rheingönheimer Straße ist die zentrale Straße des Stadtteils Mundenheim. Sie beginnt im Nordosten bei der Saarlandstraße und geht im Südwesten nach der Gemarkungsgrenze in die Rheingönheimer Hauptstraße über.

## Rheingrafenstraße
67069 Ludwigshafen-Edigheim
Die Rheingrafen waren ein Adelsgeschlecht, das bereits im Hochmittelalter die Grafschaft im Rheingau innehatte. Seit sie Anfang des 15. Jahrhunderts das Erbe der ausgestorbenen Wildgrafen antraten, nannten sie sich Wild- und Rheingrafen. 1459/1475 traten sie das Erbe der Grafen von Salm (Obersalm) an und nannten sich danach Grafen von Salm.
Die Rheingrafenstraße ist eine Straße im Norden von Edigheim.

## Rhein-Haardt-Bahn-Straße
Die Rhein-Haardtbahn (RHB) ist eine Schmalspurbahn mit einer Spurweite von 1.000 Millimetern, die Mannheim und Ludwigshafen am Rhein über Oggersheim, Ruchheim, Maxdorf, Fußgönheim, Ellerstadt, Gönnheim, und Friedelsheim mit Bad Dürkheim an der Haardt verbindet.

## Rheinpromenade
67061 Ludwigshafen-Süd

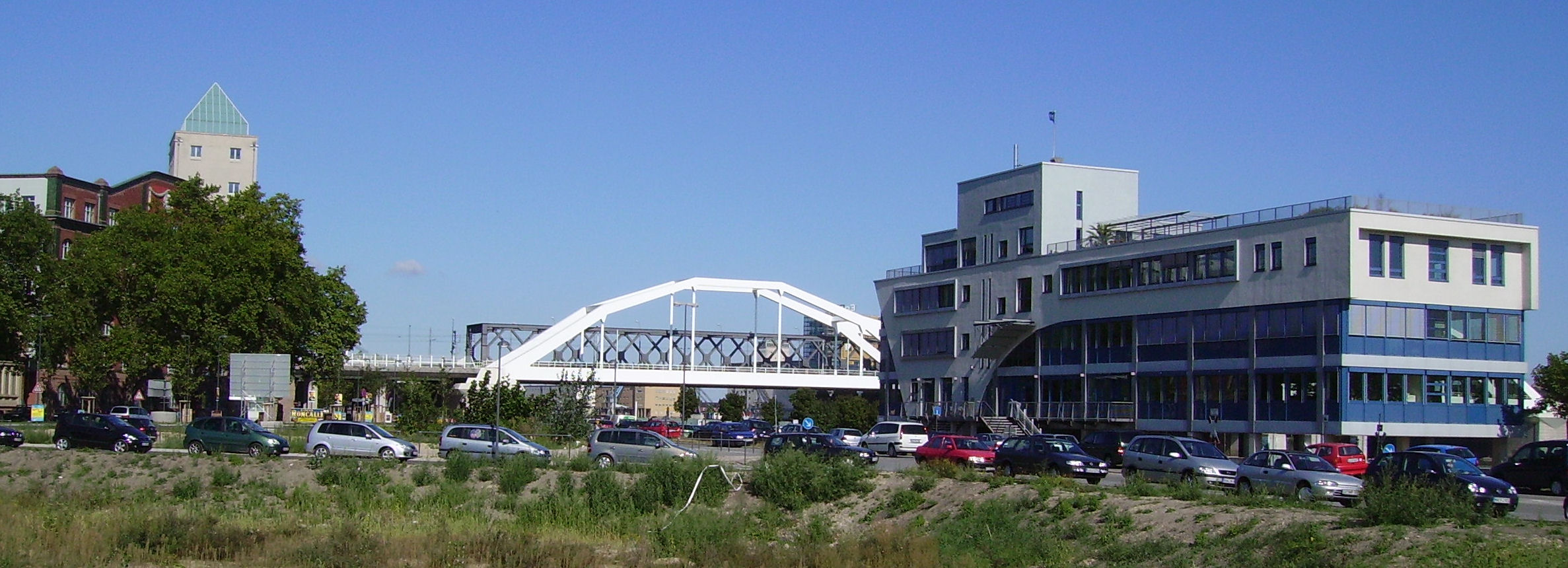
Rheinufer Süd mit Walzmühle und Ostasieninstitut

Die Rheinpromenade gehört zu der Entwicklungszone Rheinufer Süd und führt fast direkt am Rhein entlang.
An der Rheinpromenade steht das Ostasieninstitut, eine Einrichtung der Fachhochschule Ludwigshafen mit den Schwerpunkten Wirtschaft Japans oder Wirtschaft Chinas.

## Rheinhorststraße
67071 Ludwigshafen-Notwende
Die Rheinhorststraße ist die Verlängerung der Notwendestraße und geht in die Straße Am Weidenschlag über.

## Rheinrugenstraße
67069 Ludwigshafen-Oppau
Der Name dieser Straße erinntert an die Fischerzunft, die in der Vergangenheit für Oppau von großer Bedeutung war.

## Rheinuferstraße
67059 Ludwigshafen-Mitte

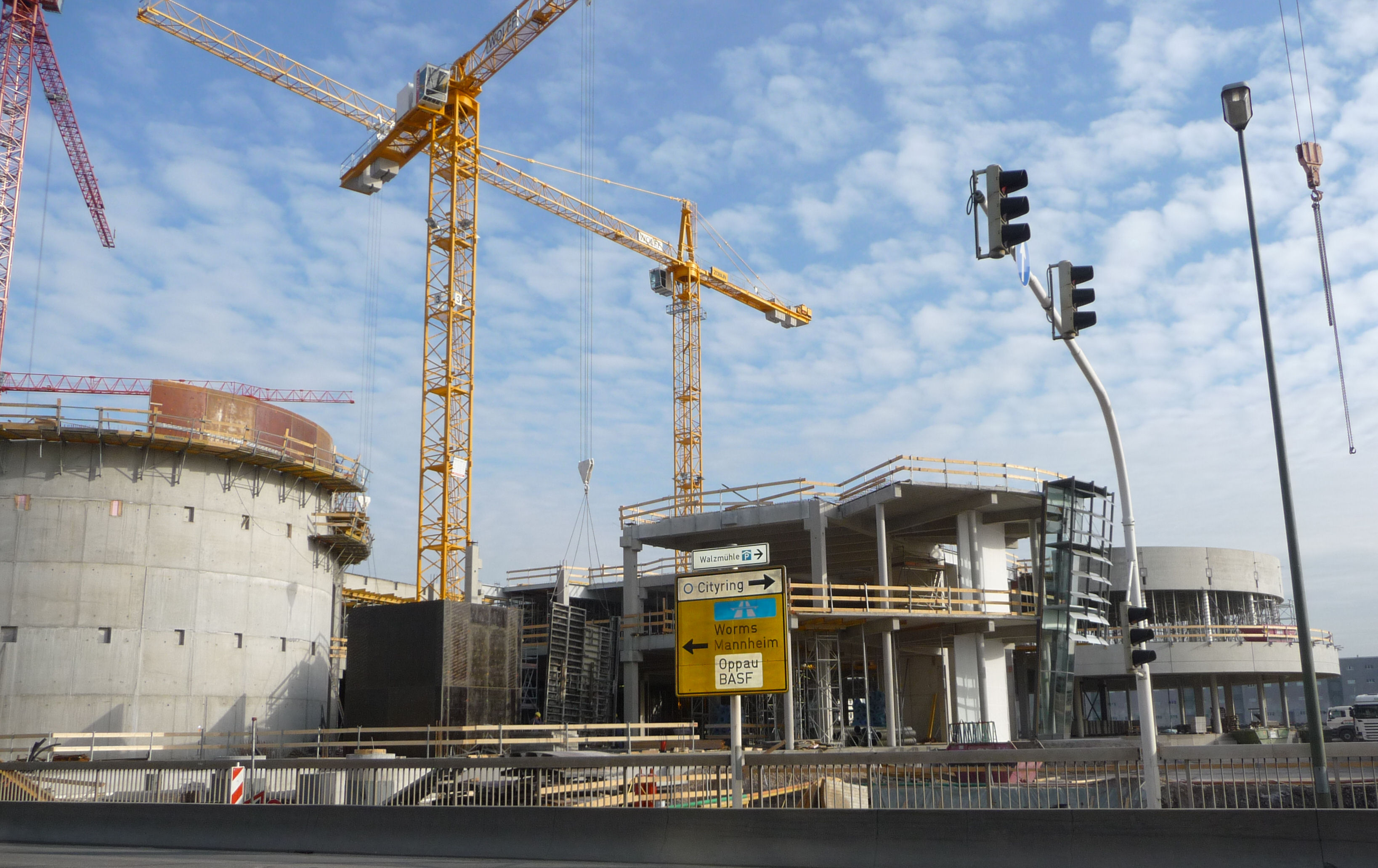
Rhein-Galerie im Bau

Die Rheinuferstraße befindet sich im Stadtteil Mitte. Sie führt in einiger Entfernung am Neubau der Rhein-Galerie vorbei.
Der ehemals zu dieser Straße gehörende Abschnitt im Stadtteil Süd gehört zu der Entwicklungszone Rheinufer Süd und wurde im Jahr 2009 in Rheinpromenade umbenannt.

## Richard-Wagner-Straße
67061 Ludwigshafen-Süd
Richard Wagner war ein Komponist, Dramatiker, Schriftsteller, Theaterregisseur und Dirigent. Mit seinen Musikdramen gilt er als einer der bedeutendsten Erneuerer der europäischen Musik im 19. Jahrhundert.

## Richinesstraße
67071 Ludwigshafen-Ruchheim
Die Richinesstraße ist eine Straße im Westen des Stadtteils Ruchheim. Der älteste überlieferte Namen Ruchheims findet sich im Lorscher Codex unter dem Jahr 771 in der Form Richinisheim, was so viel wie Heim des Richin bedeuten soll.
Richines nennt sich auch der Kammerchor der katholischen Kirchengemeinde.

## Robert-Koch-Straße
67063 Ludwigshafen-Hemshof
Robert Koch war ein Mediziner und Mikrobiologe. Koch gelang es erstmals, den Erreger des Milzbrands in Kultur zu vermehren und dessen Rolle bei der Entstehung der Krankheit nachzuweisen. 1882 entdeckte er den Erreger der Tuberkulose. 1884 entdeckte er den Cholera-Erreger. 1905 erhielt er den Nobelpreis für Physiologie oder Medizin.

## Robert-Lauth-Straße
67071 Ludwigshafen-Notwende
Die Robert-Lauth-Straße ist eine Straße im Stadtteil Notwende.

## Robert-Mayer-Straße
67065 Ludwigshafen
Julius Robert von Mayer war ein Arzt und Physiker. Er formuliert als einer der ersten den „Ersten Hauptsatz der Thermodynamik“.

## Rohrlachstraße

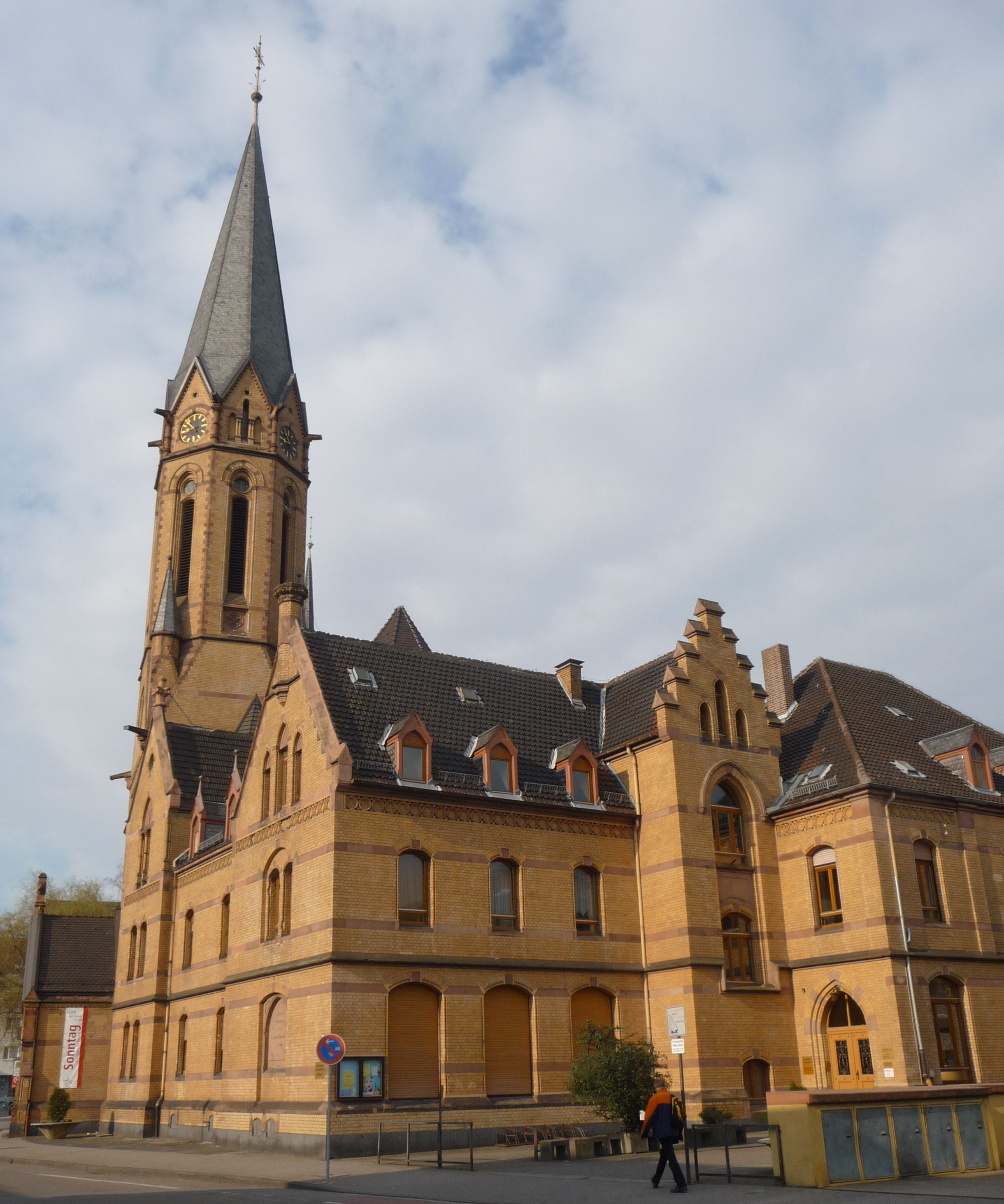
Apostelkirche

67059 Ludwigshafen-West und 67063 Ludwigshafen-West
Der Rohrlacher Hof war ein Gut auf dem Gelände des heutigen Hemshofs.
Die Rohrlachstraße führt von der Frankenthaler Straße in nordöstliche Richtung durch den Hemshof.
In der Rohrlachstraße 70 steht die neugotische Apostelkirche.
Die stetig zunehmende Zahl der protestantischen Kirchenmitglieder führte im Jahr 1887 zur Einrichtung einer zweiten Pfarrstelle in Ludwigshafen, der Apostelkirche in der Rohrlachstraße. Die Apostelkirche ist sie heute in Ludwigshafen der am besten erhaltene protestantische Kirchenbau aus der Zeit vor dem Ersten Weltkrieg.

## Römerstraße
67065 Ludwigshafen-Rheingönheim
Bei Rheingönheim wurde unter dem römischen Kaiser Claudius ein Kastell errichtet.

## Röntgenstraße
67063 Ludwigshafen
Das Wort Röntgen (nach dem Physiker Wilhelm Conrad Röntgen) steht für den Prozess des Durchstrahlens eines Körpers mit Röntgenstrahlen unter Verwendung eines Röntgenstrahlers sowie die Darstellung der Durchdringung des Körpers, etwa mittels eines fluoreszierenden Schirms oder eines Bildverstärkers (Durchleuchtung).

## Roonstraße
67061 Ludwigshafen
Albrecht von Roon war ein preußischer Generalfeldmarschall und als Politiker ein Mitarbeiter Bismarcks in der Zeit der Reichsgründung.

## Roseggerstraße
67065 Ludwigshafen
Peter Rosegger war ein österreichischer Schriftsteller.

## Rosenwörthstraße
67071 Ludwigshafen-Notwende
Die Rosenwörthstraße ist eine Seitenstraße der Notwendestraße.

## Rossinistraße
67061 Ludwigshafen-Süd
Gioachino Rossini war ein italienischer Komponist. Er gilt als einer der bedeutendsten Opernkomponisten des Belcanto.

## Roter Hof
67067 Ludwigshafen-Gartenstadt

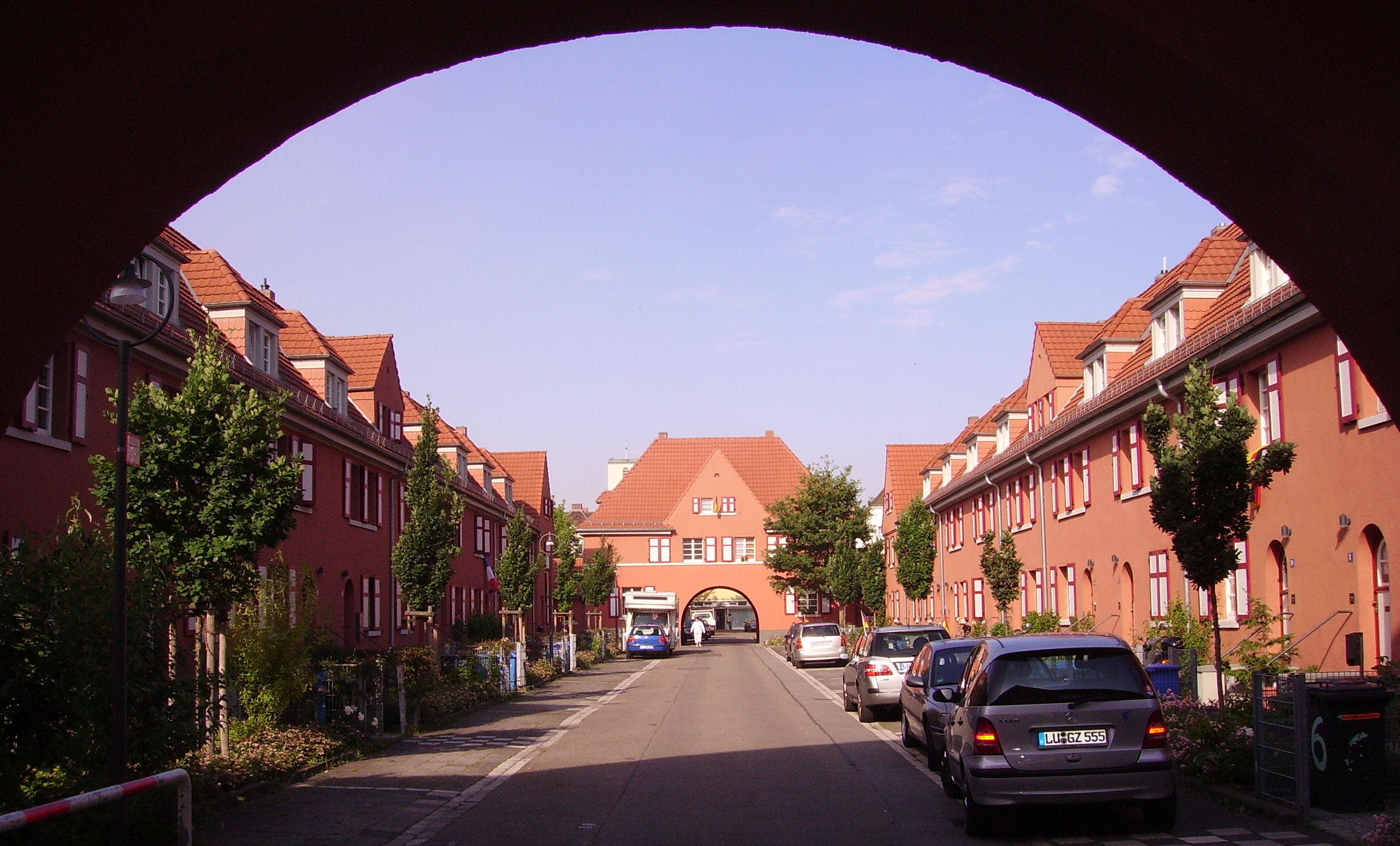
Roter Hof in der Gartenstadt

Der Rote Hof verdankt seine Namensgebung der kräftigen Farbgestaltung seiner Putzfassaden. Die um einen begrünten Innenhof angeordneten zweigeschossigen Reihenhäuser in Heimatstilformen sind zu Baublocks zusammengefasst und um Wohnhöfe gruppiert. Die Gesamtanlage wird durch Gartenwege erschlossen.

## Rottstraße
67061 Ludwigshafen-Süd
Hans Rott war ein österreichischer Komponist und Organist.
Die Rottstraße durchzieht den Stadtteil Süd von der Saarlandstraße bis zur Lagerhausstraße und quert dabei die Wittelsbachstraße sowie die Mundenheimer Straße.

## Rubensstraße
67061 Ludwigshafen-Süd
Peter Paul Rubens war ein flämischer Maler, Diplomat der spanisch-habsburgischen Krone und einer der bekanntesten Maler des Barock.
Die Rubensstraße führt im Malerviertel im Stadtteil Süd von der Mundenheimer Straße zur Lagerhausstraße.

## Ruchheimer Straße
67071 Ludwigshafen-Oggersheim
Ruchheim ist ein Stadtteil der Stadt Ludwigshafen.
Die Ruchheimer Straße beginnt in Oggersheim und geht nach der Gemarkungsgrenze in die Oggersheimer Straße über.

## Rückertstraße
67063 Ludwigshafen
Friedrich Rückert war ein Dichter, Übersetzer und einer der Begründer der deutschen Orientalistik.

## Ruppertsberger Straße
67067 Ludwigshafen-Gartenstadt
Ruppertsberg ist eine Ortsgemeinde im Landkreis Bad Dürkheim.

## Ruprechtstraße
67071 Ludwigshafen-Oggersheim

## Rußiconstraße
1700 wurde Ruchheim an die aus Basel stammende Familie von Russicon verkauft.

## Ruthenplatz
67063 Ludwigshafen-Friesenheim
Der Ruthenplatz ist ein kreisförmig angelegter Platz im Norden von Friesenheim. An diesem Platz endet von Süden kommend die Leuschnerstraße.